# 公務員保険機構 (フィリピン)
公務員保健機構（フィリピン語:Paseguruhan ng mga Naglilingkod sa Pamahalaan、略称GSIS）は、フィリピンの国有企業（Government-owned and controlled corporation、GOCC）の一つである。
連邦法186号および共和国法8291号（1997年GSIS法）により設立されたGSISは、法律に基づく確定給付制度を提供する社会保険機関であり、毎月の保険料拠出と引き換えに、特定の不測の事態が発生した場合の保険を提供している

## 旧GSIS本部ビル

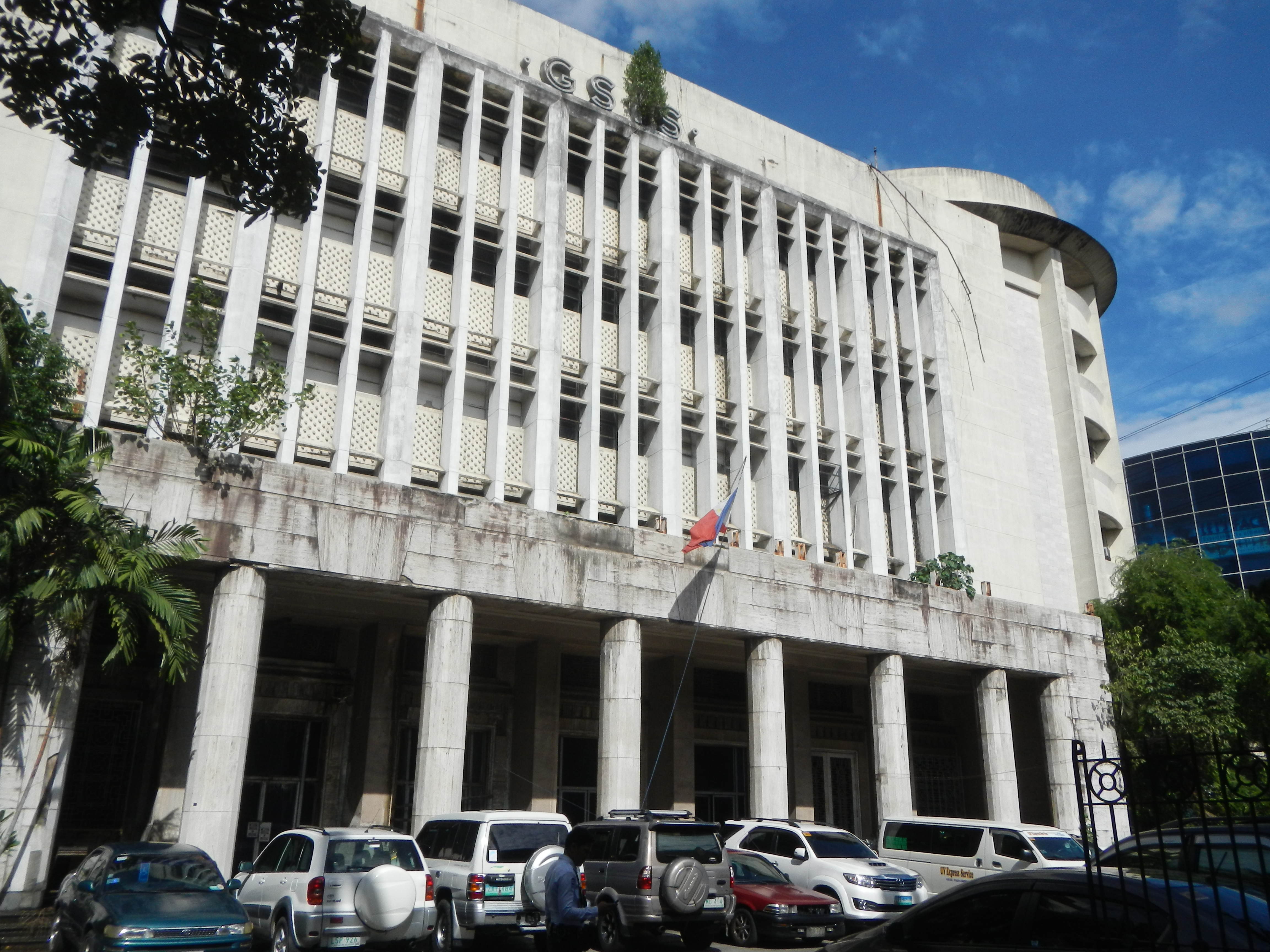
エルミタの旧GSISビル